# Феодосий (герцог Неаполя)
Феодосий (лат. Theodosius, итал. Teodosio; умер в 706) — герцог Неаполя (696—706).

## Биография
Основной раннесредневековый исторический источник, сообщающий о Феодосии — «Хроника герцогов Беневенто, Салерно, Капуи и Неаполя». Согласно ей, он получил власть над Неаполитанским герцогством в 696 году после смерти Бонелла. В то время Неаполь входил в состав Византии и для утверждения в должности Феодосий должен был получить согласие императора. Однако так как тогда в Византии был период смут, вызванный борьбой за византийский престол Юстиниана II, Леонтия и Тиверия III, точно не известно, согласовывалось ли вступление Феодосия в должность с императорским двором в Константинополе.
По свидетельству Павла Диакона, около 702 года в Неаполитанское герцогство вторглось войско герцога Беневенто Гизульфа I. Лангобарды захватили принадлежавшие Феодосию города Сора, Арпино, Арче и Аквино, вынудив множество местных жителей искать спасения за стенами Неаполя, а затем напали на владения папы римского Иоанна VI. Вероятно, успехи Гизульфа I объяснялись тем, что ни в Неаполе, ни в Риме тогда не было регулярных византийских войск, и оба города охраняли только ополченцы (лат. milizia) из числа местных жителей.
В «Хронике герцогов Беневенто, Салерно, Капуи и Неаполя» сообщается, что Феодосий правил Неаполитанским герцогством десять лет и скончался в 706 году. Его преемником в должности был Цезарий II.